# Öndverðarneshólar
Öndverðarneshólar är en krater i republiken Island. Den ligger i regionen Västlandet, 130 km nordväst om huvudstaden Reykjavík. Toppen på Öndverðarneshólar är 80 meter över havet.
Närmaste större samhälle är Ólafsvík, omkring 14 kilometer nordost om Öndverðarneshólar.